# 樺木行動
桦木行动是德军在第二次世界大战末期在芬兰拉普蘭區发动的一场军事行动，目的是控制当地的镍矿。

## 背景
1944年春，芬兰人正在寻觅他们可以接受的退出继续战争的办法，这令依旧在芬兰北部存放了大量物资的德国人警惕起来。1944年4月，德方开始疯狂侦查、构筑防御阵地，以防备南边可能出现的威胁。

## 计划
1944年4月9日，德方将行动代号定为“桦木”。行动主要目的是保护位于佩琴加的镍矿。计划包含数个阶段，第一阶段的行动暗号是“画下伐木记号”（Birke anschlagen），在该阶段里，德方将撤离军需补给。第二阶段的行动暗号是“伐倒桦木”（Birke fällen），德军将在该阶段中撤退至第一防御战线，同时实施焦土政策。最后阶段的行动暗号是“碾碎桦木”（Birke zerkleinern），德军部队将在该阶段里向罗瓦涅米周边的防御阵地进发。

## 行动
在芬兰方面向德方告知意图后，德方于1944年9月3日发动第一阶段行动。尽管在计划里，第一阶段中的撤离行动需要两周时间，但德国人加快了步伐，在9月4日就启动了第二阶段。第20山地集团军成功將大量军事资源向南邊轉移，並顺利地向挪威撤退。

## 结果
德方发现，己方存储的镍矿资源比较充裕，而且又在奥地利发现了新的矿藏，因此，守住佩察莫地区或者拉普蘭區区的重要性大幅下降。与此同时，德方也意识到防守芬兰北部地区在后勤和军事方面过于困难。鉴于这些因素，希特勒于1944年10月4日准许德军结束桦木行动，转而开始北极光行动，放弃芬兰北部，开始在挪威特罗姆斯郡的靈恩构筑防线。